# باگرا (استان کرجالی)
باگرا (به بلغاری: Bagra) یک منطقهٔ مسکونی در بلغارستان است که در شهرستان کاردژالی واقع شده‌است.